# Luxembourg au Concours Eurovision de la chanson 1963
Le Luxembourg a participé au Concours Eurovision de la chanson 1963, alors appelé le « Grand prix Eurovision de la chanson européenne 1963 », à Londres (Angleterre), au Royaume-Uni. C'est la 7e participation luxembourgeoise au Concours Eurovision de la chanson.
Le pays est représenté par Nana Mouskouri et la chanson À force de prier, sélectionnées en interne par Télé Luxembourg.

## Sélection interne
Le radiodiffuseur luxembourgeois, Télé Luxembourg, choisit l'artiste et la chanson en interne pour représenter le Luxembourg au Concours Eurovision de la chanson 1963.
Lors de cette sélection, c'est la chanson À force de prier, écrite par Pierre Delanoë, composée par Raymond Bernard et interprétée par la chanteuse grecque Nana Mouskouri, qui fut choisie avec Eric Robinson comme chef d'orchestre.
| Ordre | Interprète     | Chanson          | Langue   |
| ----- | -------------- | ---------------- | -------- |
| 1     | Nana Mouskouri | À force de prier | Français |

## À l'Eurovision
Chaque jury national attribue un à cinq points à ses cinq chansons préférées.

### Points attribués par le Luxembourg
| 5 points | Danemark |
| 4 points | Italie   |
| 3 points | Suisse   |
| 2 points | Monaco   |
| 1 point  | France   |

### Points attribués au Luxembourg
| 5 points | 4 points | 3 points    | 2 points            | 1 point             |
| -------- | -------- | ----------- | ------------------- | ------------------- |
|          | - France | - Allemagne | - Danemark - Suisse | - Finlande - Italie |

Nana Mouskouri interprète À force de prier en 16e et dernière position, après Monaco. Au terme du vote final, le Luxembourg termine 8e sur 16 pays, ayant reçu 13 points.